# Wismut
Wismut (Wismut GmbH) — немецкое государственное предприятие, занимающееся рекультивацией земель, разработанных советско-германским акционерным обществом «Висмут», осуществлявшим в период 1947—1990 годов добычу урана в восточногерманских землях Саксонии и Тюрингии.
Основано в 1991 году, на следующий год после передачи горнодобывающего предприятия в собственность объединённой Германии. Главный офис управляющей компании располагается в Хемнице, организационно-правовая форма — общество с ограниченной ответственностью.